# تشارلز دبليو. ليند
تشارلز دبليو. ليند هو محامي وقاضي وسياسي أمريكي، ولد في 1790، وتوفي في 1860. انتخب عضو مجلس ولاية نيويورك ‏.